# Національний банк Греції
Національний банк Греції (грец. Εθνική Τράπεζα της Ελλάδος) — найбільший та найстаріший банк Греції, головна фінансовою група країні. В останні роки динамічно розширює сферу фінансової діяльності в Південно-Східній Європі та Східному Середземномор'ї. Володіє дочірніми компаніями в більш ніж 18 країн, включаючи Болгарію, Кіпр, Єгипет, Північну Македонію, Нідерланди, Росію, Румунію, Сербію, Південну Африку, Швейцарію і Туреччину.

## Історія
Заснований в 1841 як комерційний банк, ставши єдиною уповноваженою установою здійснювати емісію грошей, доки в 1928 не був заснований Банк Греції.
В 1857 злився з Афінським банком (англ. Bank of Athens). Фінансова група Національного банку Греції була зареєстрована на Афінській фондовій біржі, заснуваній ще в 1880.
З жовтня 1999 зареєстрований на Нью-Йоркській фондовій біржі.
У квітні 2006 Національний банк Греції придбав за $ 2,8 млрд. 46 % акцій турецького Finansbank.
Нині банк надає повний спектр фінансових продуктів та послуг, щоб задовольнити мінливі потреби корпоративних клієнтів та приватних осіб, в тому числі інвестиційно-банківські послуги, брокерські, страхування, управління активами, лізинг та факторинг.
В лютому 2011 Alpha Bank, третій за величиною банк Греції, відмовився від € 2.8 млрд. ($ 3,8 млрд.) пропозиції поглинути Національний банк Греції. Відмова порушила сподівання міністерства фінансів на пожвавлення фінансового ринку.